# Waskom
Waskom és una població dels Estats Units a l'estat de Texas. Segons el cens del 2000 tenia 2.068 habitants.

## Demografia
Segons el cens del 2000, Waskom tenia 2.068 habitants, 790 habitatges, i 571 famílies. La densitat de població era de 289,3 habitants per km².
Dels 790 habitatges en un 34,7% hi vivien nens de menys de 18 anys, en un 51,9% hi vivien parelles casades, en un 15,9% dones solteres, i en un 27,6% no eren unitats familiars. En el 24,6% dels habitatges hi vivien persones soles el 10% de les quals corresponia a persones de 65 anys o més que vivien soles. El nombre mitjà de persones vivint en cada habitatge era de 2,62 i el nombre mitjà de persones que vivien en cada família era de 3,1.
Per edats la població es repartia de la següent manera: un 28,6% tenia menys de 18 anys, un 8,9% entre 18 i 24, un 26,6% entre 25 i 44, un 23,7% de 45 a 60 i un 12% 65 anys o més.
L'edat mediana era de 35 anys. Per cada 100 dones de 18 o més anys hi havia 93,4 homes.
La renda mediana per habitatge era de 29.737 $ i la renda mediana per família de 32.243 $. Els homes tenien una renda mediana de 29.625 $ mentre que les dones 18.859 $. La renda per capita de la població era de 13.080 $. Aproximadament el 19,4% de les famílies i el 24,2% de la població estaven per davall del llindar de pobresa.

## Poblacions més properes
El següent diagrama mostra les poblacions més properes.